# Eucera caspica
Eucera caspica là một loài Hymenoptera trong họ Apidae. Loài này được Morawitz mô tả khoa học năm 1873.